# Старо гробље у месту Бучане
Старо гробље у месту Бучане, насељеном месту на територији општине Пећ, на Косову и Метохији, представља непокретно културно добро као споменик културе.
Настанак гробља је везано за фамилију Стојковићи који су пореклом из Даниловграда, Бјелопавлића и Спужа. На самом почетку 19. века, 1806. године, шеснаест породица је прешло у ислам, док су се остали иселили у Србију, Црну Гору и Захаћ код Пећи. Међутим, до тридесетих година 20. века задржали су обичај да на празник Светог Јована православни свештеник прекади њихово гробље у селу у долини Дечанске Бистрице.
Сачувало се педесетак надгробних споменика у облику крстова. Одмах уз ово старо, за које се мисли да је из 18. века. Стојковићи су по преласку у ислам оформили и ново гробље.

## Основ за упис у регистар
Решење Покрајинског завода за заштиту споменика културе у Приштини, бр. 57 од 26. 1. 1967. г. Закон о заштити споменика културе (Сл. гласник СРС бр. 3/66).